# Тиберий Минуций Авгурин
Тиберий Минуций Авгурин (на латински: Tiberius Minucius Augurinus) e политик на Римската република.
През 305 пр.н.е. той става консул заедно с Луций Постумий Мегел. През втората самнитска война той е убит в битка против самнитите.